# Бързата работа
„Бързата работа“ (на английски: Fools Rush In) е американски филм, романтична комедия от 1997 г. на американския кинорежисьор Анди Тенант. Главната роля на Исабел се изпълнява от мексиканско-американската киноактриса Салма Хайек. В ролята на Алекс Уитман участва американският киноартист Матю Пери.
 Внимание:  Текстът по-долу разкрива сюжета на произведението (или части от него)!
Нюйоркският проектант Алекс Уитман е изпратен в Лас Вегас да контролира строителството на нощен клуб. Случайно среща фотографката от мексикански произход Исабел Фуентес. Двамата прекарват една нощ заедно и не се срещат повече през следващите три месеца. Исабел идва и му съобщава, че е бременна. Алекс настоява да постъпят както е редно, т.е. да се оженят. Но тогава идват и проблемите...